# Adán Balbín
Adán Adolfo Balbín Silva (Huaral, 13 de outubro de 1986) é um futebolista Peruano que atua como zagueiro. Atualmente, joga pelo Alianza Lima.